# Motukawao Group
Die Motukawao Group ist eine Inselgruppe westlich der Coromandel Peninsula im Norden der Nordinsel von Neuseeland.

## Geographie
Die Inselgruppe befindet sich westlich des nördlichen Teils der Coromandel Peninsula im Hauraki Gulf und beginnt rund 6 km südwestlich der Colville Bay und reicht hinunter bis zum Hautapu Channel, der die Inselgruppe von Motuoruhi Island und den südlich nachfolgenden Insel trennt. Die Inselgruppe deckt ein Seegebiet von rund 18 km² ab und besteht von Nord nach Süd und von West nach Ost gelistet aus den Inseln:
| Insel                                       | Fläche (ha) | Höhe (m) | Länge (m) | max. Breite (m) | Koordinaten           | Anmerkungen                 |
| ------------------------------------------- | ----------- | -------- | --------- | --------------- | --------------------- | --------------------------- |
| Motupotaka (Black Rocks)                    | 0,09        |          |           |                 | 36° 38′ S, 175° 22′ O | sechs Felseninseln          |
| Motumakareta Island                         | 3,5         | 56       | 250       | 225             | 36° 39′ S, 175° 22′ O |                             |
| Motukahaua Island (Happy Jack Island)       | 19,8        | 72       | 800       | 360             | 36° 39′ S, 175° 22′ O |                             |
| Motuwhakakewa Island                        | 1,3         | > 40     | 180       | 105             | 36° 39′ S, 175° 23′ O |                             |
| Motuwi Island (Double Island)               | 20,5        | 76       | 1070      | 370             | 36° 41′ S, 175° 24′ O |                             |
| Motukaramarama Island (Bush Island)         | 11,5        | 71       | 600       | 430             | 36° 41′ S, 175° 24′ O |                             |
| Motuwinukenuke Island (Square Island)       | 2,7         | 46       | 215       | 165             | 36° 41′ S, 175° 25′ O |                             |
| Motutakupu Island (Gannet Island)           | 0,27        |          | 127       | 37              | 36° 41′ S, 175° 22′ O |                             |
| Frenchmans Cap                              | 0,1         |          | 40        | 35              | 36° 41′ S, 175° 25′ O |                             |
| Moturua Island (Rabbit Island)              | 28,9        | 84       | 1260      | 445             | 36° 42′ S, 175° 24′ O | Hauptinsel                  |
| Ngamotukaraka Islands (Three Kings Islands) | 4,7         | > 40     |           |                 | 36° 42′ S, 175° 23′ O | Inselgruppe mit drei Inseln |

und einigen kleineren Felseninseln.

## Beschreibung
Die Inselgruppe wurde in einem Technischen Bericht des Jahres 2016, der im Auftrag des Waikato Regional Councils erstellt worden war, bescheinigt, dass die aus vulkanischen Aktivitäten entstandene Inselgruppe weitgehend unverändert in ihrem ursprünglichen Zustand verweilt, ebenso wie der die Inseln umgebende Seeboden. Aus diesem Grund wurde der Inselgruppe ein hoher Erhaltungswert zuerkannt.